# Merom HaGalil
Pour les articles homonymes, voir Merom (homonymie).

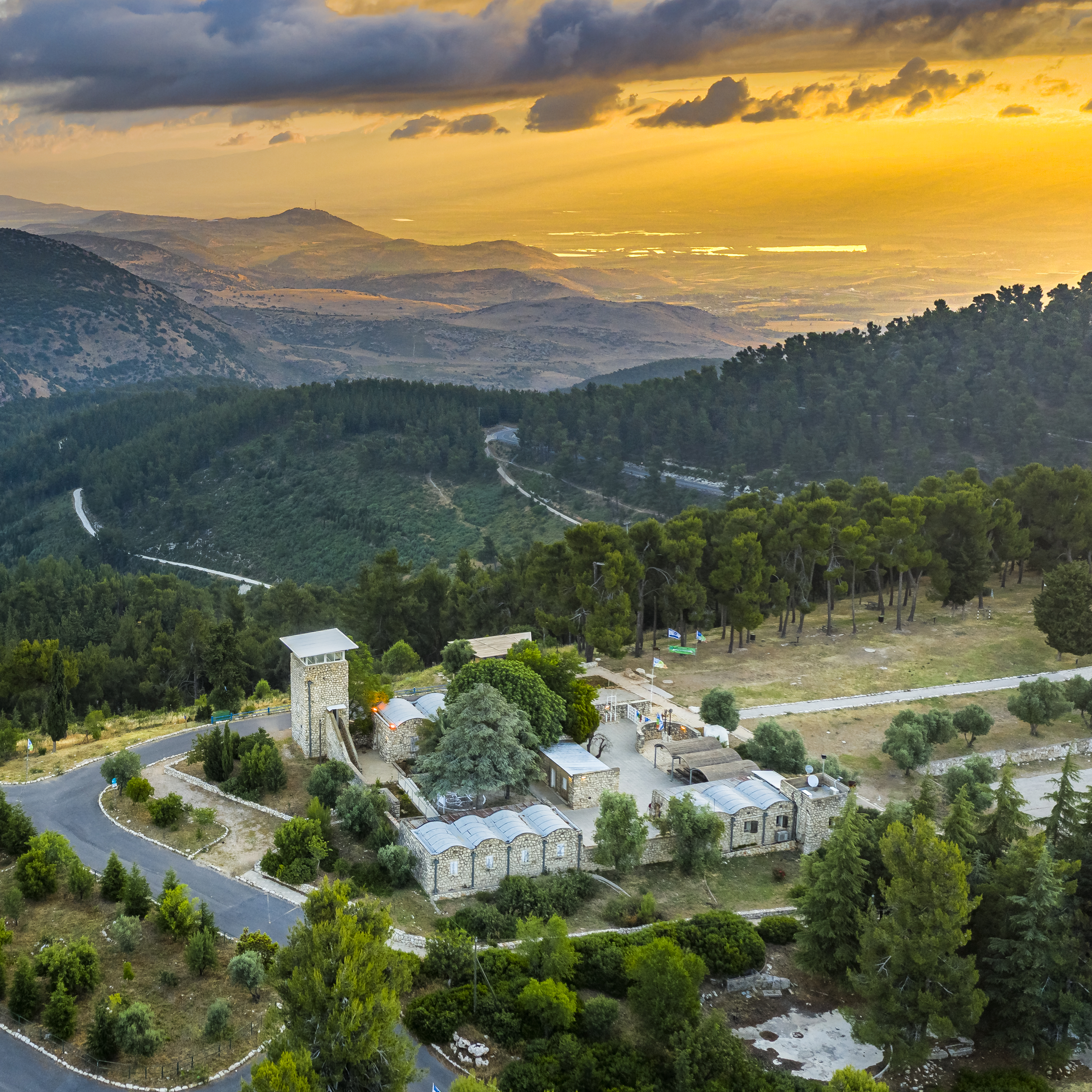
La forteresse de Birya sur le territoire de Merom HaGalil. Mai 2020.

Le conseil régional Merom HaGalil (hébreu: מועצה אזורית מרום הגליל, Mo'atza Azorit Merom HaGalil) est un conseil régional en Galilée dans le District Nord, créé en 1950. Le chef du conseil est Amos Sofer.
Ce conseil régional fournit divers services municipaux pour vingt-quatre villages à l'intérieur de son territoire.
La population de Merom HaGalil se compose de Juifs, de Tcherkesses, de Druzes et d'Arabes.
| Village communautaire (en) - Amuka - Bar Yochai - Birya - Inbar - Kalanit - Kfar Hananya - Livnim - Or HaGanuz | Kibbutz - Parod | Moshav - Alma - Amirim - Avivim - Dovev - Dalton - Hazon - Kerem Ben Zimra - Kfar Hoshen - Kfar Shamai - Meron - Safsufa - Shefer - Shezor - Tefahot | Villages de minorités - Ein el-Asad (Druze) - Rehaniya (Circassiens) | Non-reconnus - Kadita |